# Narodno gledališče Kostarike
Narodno gledališče Kostarike s 1140 sedeži (špansko Teatro Nacional de Costa Rica) je narodno gledališče Kostarike v osrednjem delu San Joséja. Gradnja se je začela leta 1891, za javnost pa so jo odprli 21. oktobra 1897 z uprizoritvijo Fausta Johanna Wolfganga von Goetheja.
Narodno gledališče je stalo kot kulturna dobrina države v času, ko je bil izvoz kave vir njegovega uspeha. Predstavlja visokokakovostne predstave z zelo visokimi umetniškimi kriteriji.
Stavba velja za najlepšo zgodovinsko stavbo v prestolnici in je znana po svoji izvrstni notranjosti, ki vključuje razkošno opremo.

## Zgodovina gradnje
Gledališče, zgrajeno v poznem 19. stoletju, ko je imel San José le okoli 19.000 prebivalcev, je predstavljalo številne zasebne predstave. Njegova edina prava konkurenca je bilo Teatro Mora (imenovano tudi Mestno gledališče ali Teatro Municipal), ki je obstajalo mnogo let pred Narodnim gledališčem, dokler ga potres ni uničil in ocenil za nevarnega.
Načrte za Narodno gledališče so izdelali kostariški inženirji, ki so se šolali v Evropi. Razen načrtov talnega dvižnega sistema, ki jih je izdelal strojni inženir Cesare Saldini italijanske narodnosti. Nemška tendenca je zaznamovala značaj Narodnega gledališča, kljub raznolikosti njegovega sloga, s pompejansko notranjostjo, z baročno in rokoko notranjo dekoracijo drugega preddverja in s kovinsko kupolo, izdelano v Belgiji. Ima tudi svoje zidove, ki so jih zgradili domači kamnoseški mojstri. Notranjost je tako impresivna kot zunanjost s slavnimi skulpturami Pietra Bulgarellija, ki je ustvaril tri kipe, ki kronajo fasado in predstavljajo ples, slavo in glasbo. Originali so znotraj gledališča v različnih prostorih, ker so se poškodovali in so se odločili, da bi jih bilo najbolje zamenjati. Znotraj arhitekturnega dela je prisoten nežen neorenesančni slog z mogočnimi lestenci iz kristala in stebri iz carrarskega marmorja.
Najpomembnejši deli, ki sestavljajo Narodno gledališče, so: fasada, preddverje, glavno stopnišče in avditorij.
Da bi financiral gradnjo gledališča, primernega za ime 'Narodno gledališče', se je predsednik Kostarike José Joaquín Rodríguez Zeledón odločil uvesti davek na kavo, takrat glavni izvozni izdelek. Kasneje je neki sadilec kave prosil vlado, naj odstrani izvozni davek na njegov izdelek in ga naloži na riž in fižol (tudi glavna izvozna proizvoda tistega časa).
V zgodnjem obdobju gradnje je bilo veliko težav. Vendar pa je napake pri gradnji popravil italijanski inženir, ki je bil povabljen, da vodi proces. Gledališče so gradili sedem let, slovesna otvoritev pa je bila 21. oktobra 1897.

## Danes
Sprednji del gledališča je mogočen, s kipi glasbe, slave in plesa; ustvarja občutek strahospoštovanja. Ob straneh vhoda lahko vidi kipa Beethovna in Pedra Calderóna de la Barca. Na stopnicah gledališča, na stropu, si lahko ogleda sliko, znano kot Alegorija kave in banan, ki je prikazana na bankovcu ta pet colón in jo je naslikal Aleardo Villa. Naprej si lahko ogleda Foyer, ki je bil prostor za počitek, kjer so se ljudje zbirali med odmori ali po predstavah, ki ima dve priloženi sobi, znani kot 'kadilnice', eno za gospode in drugo za ženske. Trenutno tam prirejajo koncerte za okoli sto ljudi, uporabljajo pa ga za srečanja in državniške večerje. Obstaja drugo preddverje, kjer sta kipa, ki predstavljata Komedijo in Tragedijo genovskega kiparja Pietra Capurra. Na gledališkem vrtu je skulptura Flavtist Kostaričana Jorgeja Jiméneza Deredie, ki je iz druge polovice 20. stoletja.

## Gledališče danes
Poleg tega, da ima gledališče predstave večkrat na teden, je tudi turistična atrakcija. Nastopi Narodnega simfoničnega orkestra (NSO) potekajo v okviru redne sezone orkestra in vključujejo kostariške in tuje skladatelje.